# Olivia Borlée
Olivia Borlée (Woluwe-Saint-Lambert, 1986. április 10. –) olimpiai bajnok belga atléta, futó.

## Pályafutása
Hazája négyszer százas váltójával bronzérmet szerzett a 2007-es oszakai világbajnokságon. Borlée Hanna Mariën, Élodie Ouédraogo és Kim Gevaert társaként 42,75-ös új belga rekorddal lett harmadik az amerikai és a jamaicai váltó mögött.
2008-ban vett részt első alkalommal az olimpiai játékokon. Pekingben ugyanazzal a váltóval indult, amely Oszakában is sikeres lett. 42,92-dal jutottak be a döntőbe, ahol újabb nemzeti rekorddal, 42,54-dal ezüstérmesként értek célba az oroszok váltója mögött. A két váltó közti különbség mindössze 0,23 másodperc volt. A versenyen győztes orosz váltót azonban doppingvétség miatt utólag kizárták, így Borlée aranyérmes lett.

## Egyéni legjobbjai
- 60 méteres síkfutás - 7,43 s (2011)
- 100 méteres síkfutás - 11,39 s (2007)
- 200 méteres síkfutás - 22,98 s (2006)

## Magánélete
Édesapja, Jacques Borlée szintén futó volt, 1980-ban részt vett a moszkvai olimpiai játékokon. Két öccse, az ikerpár Jonathan és Kevin is futók, több nemzetközi bajnokság érmesei.